# Sh2-76
Sh2-76 è una piccola nebulosa a emissione visibile nella costellazione dell'Aquila.
Si individua nella parte occidentale della costellazione, circa 3,5° a nord della stella θ Serpentis; si estende per 7 minuti d'arco in direzione di una regione della Via Lattea fortemente oscurata dalle nubi di polveri costituenti la Fenditura dell'Aquila. Il periodo più indicato per la sua osservazione nel cielo serale ricade fra giugno e novembre; trovandosi a soli 7° dall'equatore celeste, può essere osservata indistintamente da tutte le regioni popolate della Terra.
Si tratta di una debole regione H II situata sul Braccio del Sagittario alla distanza di circa 1730 parsec (circa 5650 anni luce) dal sistema solare; la responsabile della sua ionizzazione sarebbe una stella di classe spettrale B0. Il catalogo Avedisova la colloca nella medesima regione di formazione stellare della radiosorgente W45, assieme a cinque sorgenti di radiazione infrarossa, due delle quali osservate dall'IRAS e catalogate con le sigle IRAS 18537+0749 e IRAS 18536+0753; entrambe coincidono con altrettante regioni H II compatte con emissioni nella banda dell'NH3 e in cui sono attivi processi di formazione stellare generanti stelle di grande massa. Altri importanti indizi dell'attività di formazione stellare sono dati dalla presenza di quattro maser con emissioni H2O e uno con emissioni CH3OH.